# César Franck
César Auguste Jean Guillaume Hubert Franck (født 10. december 1822 i Liège, død 8. november 1890 i Paris) var en belgisk-fransk komponist, organist, pianist og lærer i komposition. Han blev født i Belgien, men levede det meste af sit liv i Frankrig.
Først og fremmest er César Franck nok den væsentligste komponist af orgelmusik siden Johann Sebastian Bach; men derudover har han også skrevet væsentlig orkestermusik og kammermusik.
César Francks musik var forankret i en alsidig tradition med tilknytning til Beethoven, Bach, Liszt og Wagner. Hans harmonik hører til tidens mest særprægede, den dannede grundlag for studiet af harmonisk alteration.
Hans produktion deles ofte i 3 perioder.
Mens han var koncertpianist skrev han en række mindre værker for klaver.
Efter 1850 hvor han var organist fulgte en del kirkelige værker, messer, oratorier samt orgelværker. Af disse finder der 12 større arbejder fordelt på 3 perioder, 1862 (opus 16 – 21) med bl.a. "Grande Pièce Symphonique, tre værker fra perioden omkring 1878, samt kronen på værket – de tre orgelkoraler fra 1890 som blev hans svanesang inden for komposition for orglet som instrument.
Sine betydeligste værker skrev han efter 1880 i hans år som konservatorielærer.
Han komponerede 3 operaer, Symfoni i d-mol (1888), 3 symfoniske digtninger: Redemption, Le chasseur maudit, Les djinns. Symfoniske variationer for klaver og orkester (1885), 2 messer, Panis angelicus, Sonate for violin og klaver (1886).
César Franck fungerede tillige som lærer for en række andre komponister, herunder Augusta Holmès.

## Liv og gerning
Da Franck var 15 år gammel, flyttede han med sine forældre til Paris og fortsatte sine allerede begyndte musikstudier ved Paris-konservatoriet, hvor Zimmermann, Leborne og Benoist var hans vigtigste lærere. Studietiden indbragte ham forskellige prisbelønninger, men til den bekendte Prix de Rome konkurrerede Franck ikke, derimod slog han sig ned i Paris som Professeur de Piano.
I 1859 blev Franck organist ved kirken St Clotilde og gav i denne egenskab jævnlig orgelkoncerter. I 1872 blev han Benoist’s efterfølger som lærer i orgelspil ved konservatoriet. Franck levede i øvrigt et meget tilbagetrukkent liv, mest optaget af at undervise og af at komponere. Hans elskværdige, meget udprægede personlighed var lige så beundret af hans elever som hans kunst — for det store publikum var Franck og hans musik, der i modsætning til franske komponisters skik hovedsagelig vendte sig fra operaen til instrumentalmusikken, i lange tider ganske ukendt. Først på sine ældre dage og måske mest efter sin død fik Franck navn som en af de ypperste moderne franske kKomponister og dannede skole ud over hans talrige personlige elever, blandt hvilke Vincent d’Indy, Duparc, Coquard, Augusta Holmés og flere andre.
I sine sidste år var Franck omtrent blind; et ulykkestilfælde, der af den grund overgik ham, voldte hans død.

## Musik
Francks musik er præget af en så karakterfuld skønhed, af en så original personlighed, at den efterhånden måtte vinde fremgang. På en betydningsfuld måde synes Franck gennem, sin belgiske afstamning at forene germanske og romanske egenskaber: han er i sine bedste værker dybsindig, kundskabsrig og følelsesfuld. Påvirkning af Johann Sebastian Bach og en vis hang til mysticisme er kendelig, men samtidig er Franck klar, overlegen og koncis, ja han kan åbenbare en helt indsmigrende elegance og ynde. Såvel melodisk som (ikke mindst) harmonisk og kontrapunktisk frembyder Francks musik den største interesse; og overalt møder man i den den fine kunstner og det sjælfulde menneske.

## Værker
Francks værker er ikke talrige: oratoriet "Ruth", der ved første fremførelse i 1846 faldt igennem, mens det ved genoptagelsen i 1871 vakte stor opsigt og lagde grunden til Francks berømmelse, endvidere: "Les djins", fantasi for klaver med orkester (1881), "Variations symphoniques" for klaver med orkester (1883), "Prélude, Choral et Fugue" og "Prélude, Air et Final", begge for klaver, en klaverkvintet (1880) og strygekvartet (1888), sonate for violin og klaver (1886), de symfoniske digtninge "Le chasseur maudit" og "Les Eolides" samt oratorierne "Redemption" (1872), "Les Béatitudes" (1879, tekst efter Bjergprædikenen), "Rebecca" og operaerne "Hulda" (1885, efter Bjørnstjerne Bjørnsons skuespil), først fremført 1895 i Monte Carlo, hvor den vakte stor opsigt, og "Ghiselle". Endelig har Franck skrevet en symfoni (1889) og en anselig række orgel- og kirkekompositioner.

### Operaer
- 1841 : Stradella, opera (CFF 229)
- 1851-1853 : Le Valet de ferme, opera (CFF 230)
- 1879-1885 : Hulda, légende scandinave (CFF 231)
- 1888-1890 : Ghiselle, lyrisk drama (CFF 232)

### Oratorier
- Les Béatitudes
- Rédemption (1874)

### Messer
- Messe solennelle (M 61)

### Motetter
- Orchestre: Quare fremuerunt gentes (FMV 67)

### Symfoniske værker
- Symphonie en ré mineur
- Les Djinns
- Le Chasseur maudit
- Eolides
- Psyché
- Variations symphoniques pour piano et orchestre

### Orgel
- Grande pièce symphonique op. 17
- Prélude, fugue et variation op. 18
- Pastorale op. 19
- Prière op. 20
- Final op. 21
- Trois Chorals (1890), sit sidste stykke.

De væsentligste stykker er blevet skrevet mellem 1850 og 1860.

### Klaver
- Eglogue op. 3
- Premier Grand Caprice op. 5
- Prélude, Choral og Fugue
- Prélude, Aria og Final

### Kammermusik
- Sonate for violin og piano i A-dur (1886)
- Strygekvarter i D-dur
- Klaverkvintet